# Gheppio

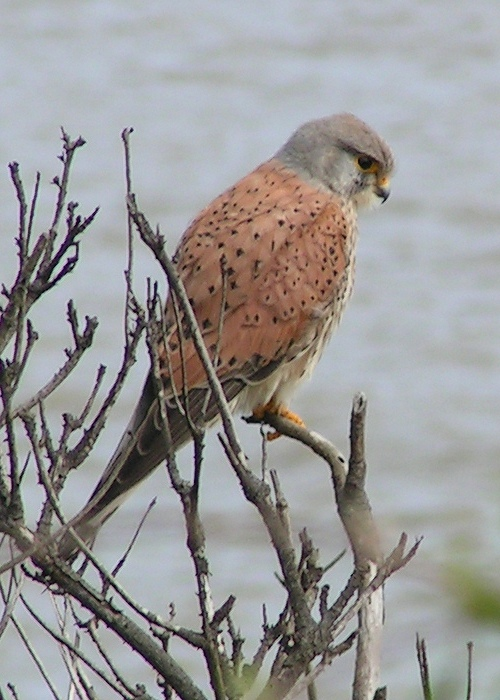
Gheppio comune (Falco tinnunculus)

I gheppi sono dei piccoli uccelli rapaci del genere Falco. Sono diffusi in tutti i continenti eccetto l'Antartide, e si distinguono per il modo di volteggiare con le loro eleganti ali a ventaglio mentre scrutano il suolo in cerca di preda.

## Biologia
I gheppi nidificano e vivono nelle zone boschive, ma cacciano in aperta campagna. Stanno anche in città, sui tetti degli edifici più alti, nutrendosi principalmente di passeri domestici e di storni. Oltre a volteggiare, i gheppi si posano sui rami, sui cespugli, sui muri delle case, sui pali oppure sui cavi del telegrafo, e da questi punti strategici si lanciano in picchiata sulla preda. Mentre sono in volo con la testa eretta e la coda aperta a ventaglio leggermente piegata verso il basso, possono virare su un fianco per raggiungere nuove posizioni oppure si posano al suolo per poi riprendere il volo verso un nuovo posto di osservazione.
Nel loro volo in linea retta alternano le planate con qualche rapido battito d'ali. Il loro richiamo è un forte «ki-ki-ki».
I gheppi si cibano di topi e altri roditori, di piccoli uccelli, insetti e lombrichi che, eccetto per le due specie africane più comuni (il gheppio maggiore e il gheppio volpino), costituiscono la loro alimentazione tipica. I principali insetti catturati sono grandi coleotteri, falene e cavallette. La quantità di cibo ingerito varia con la stagione e con la ricchezza del luogo. Ad esempio, non è raro che i gheppi passino un'ora o più volteggiando su un campo, posandosi di tanto in tanto a terra, per mangiare solo farfalle o falene; oppure, che passino lunghi periodi di tempo a lanciarsi da un palo per catturare semplicemente dei lombrichi. I gheppi si nutrono anche di carogne, le carcasse dei grandi uccelli per esempio, e si sono visti gheppi americani ed europei sottrarre brandelli di carne e cibo agli altri uccelli. Derubano anche gli altri rapaci: uno di questi falchi è stato visto volare verso un gufo che trasportava un roditore, passargli sotto capovolto, strappargli la preda con gli artigli, e fuggire.

## Riproduzione
Il corteggiamento, che avviene a fine marzo o ai primi d'aprile, consiste in una serie di volteggiamenti che il maschio compie attorno alla femmina appollaiata. Nel corso di queste evoluzioni, esegue tre o quattro battiti d'ali, seguiti da una planata e ripetuti come un rito; tutto questo sempre accompagnato dal suo richiamo «ki-ki-ki». Tutte le volte che si avvicina alla femmina, non le si accosta ma le ronza intorno, poi, interrompendo la sua discesa, si rialza in volo bruscamente e riprende a volteggiare. A volte anche la femmina si innalza in volo mentre il maschio continua le sue esibizioni. I gheppi non costruiscono un nido proprio, e le loro 4-6 uova bianche, macchiate di rosso-bruno, sono deposte a intervalli di due giorni nei nidi abbandonati di grandi uccelli come le cornacchie, nelle crepe dei muri delle case, nei cornicioni, in luoghi scoscesi o nelle cavità degli alberi.  Si evidenzia un caso di nidificazione tardiva con deposizione di uova di gheppio comune in Italia Meridionale, specificatamente nel Tarantino, durante il mese di settembre.
Generalmente è la femmina che cova, mentre il maschio provvede al cibo, anche se talvolta si scambiano le mansioni.
La schiusa avviene dopo un mese e i piccoli continuano a essere imbeccati dalla madre mentre il maschio procura il nutrimento. I giovani sono in grado di volare dopo circa quattro settimane, ma continuano ugualmente a essere alimentati per un altro po' di tempo. Quando lasciano definitivamente il nido, questo è letteralmente ricolmo di pallottoline rigurgitate.

## Specie
- Gheppio volpino (Falco alopex)

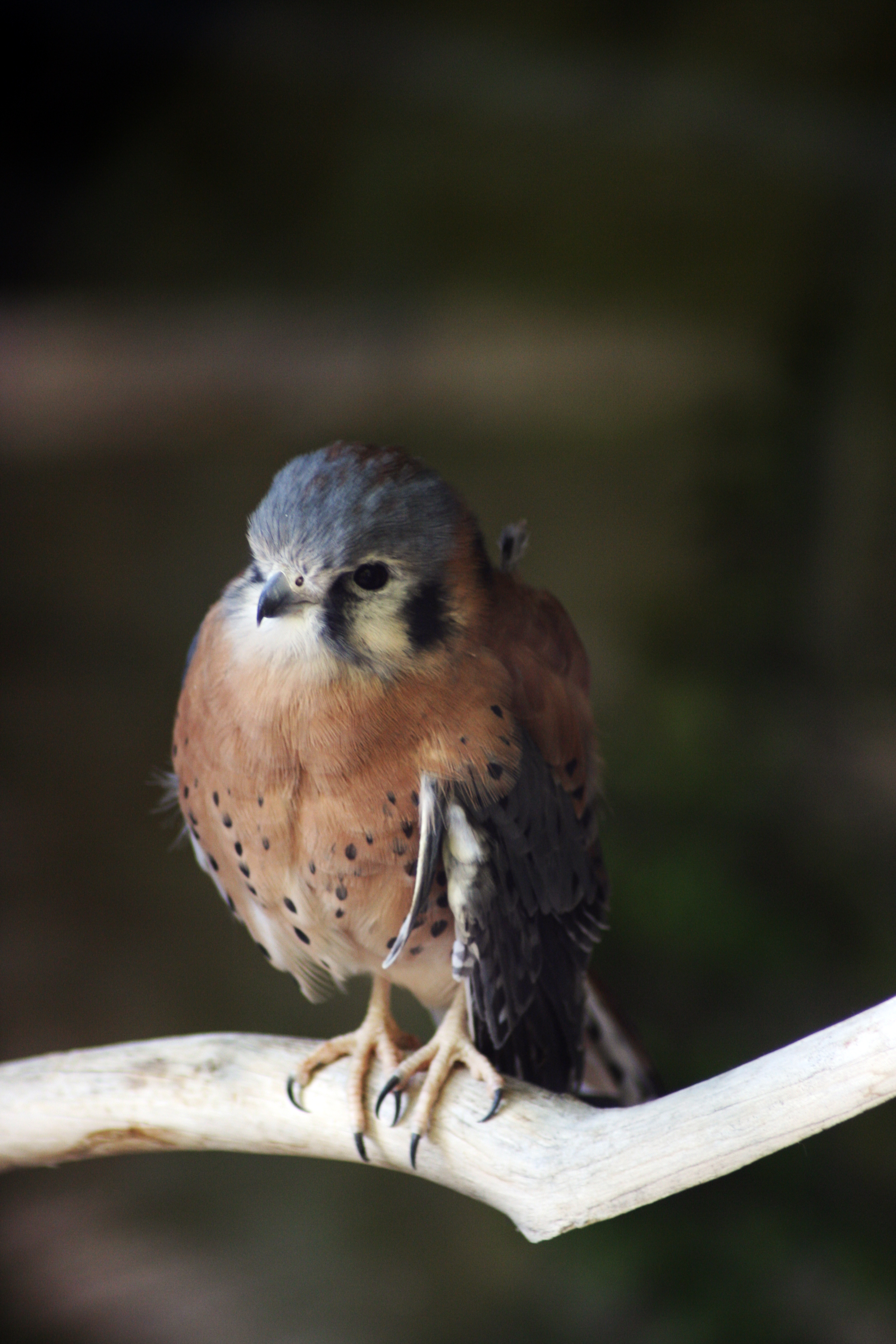
Un maschio di gheppio americano

- Gheppio delle Seychelles (Falco araeus)
- Gheppio grigio (Falco ardosiaceus)
- Gheppio australiano (Falco cenchroides)
- Gheppio di Réunion (Falco duboisi) †
- Gheppio di Dickinson (Falco dickinsoni)
- Gheppio macchiato (Falco moluccensis)
- Grillaio (Falco naumanni)
- Gheppio del Madagascar (Falco newtoni)
- Gheppio di Mauritius (Falco punctatus)
- Gheppio maggiore (Falco rupicoloides)
- Gheppio americano (Falco sparverius)
- Gheppio comune (Falco tinnunculus)
- Gheppio fasciato (Falco zoniventris)

## Galleria d'immagini

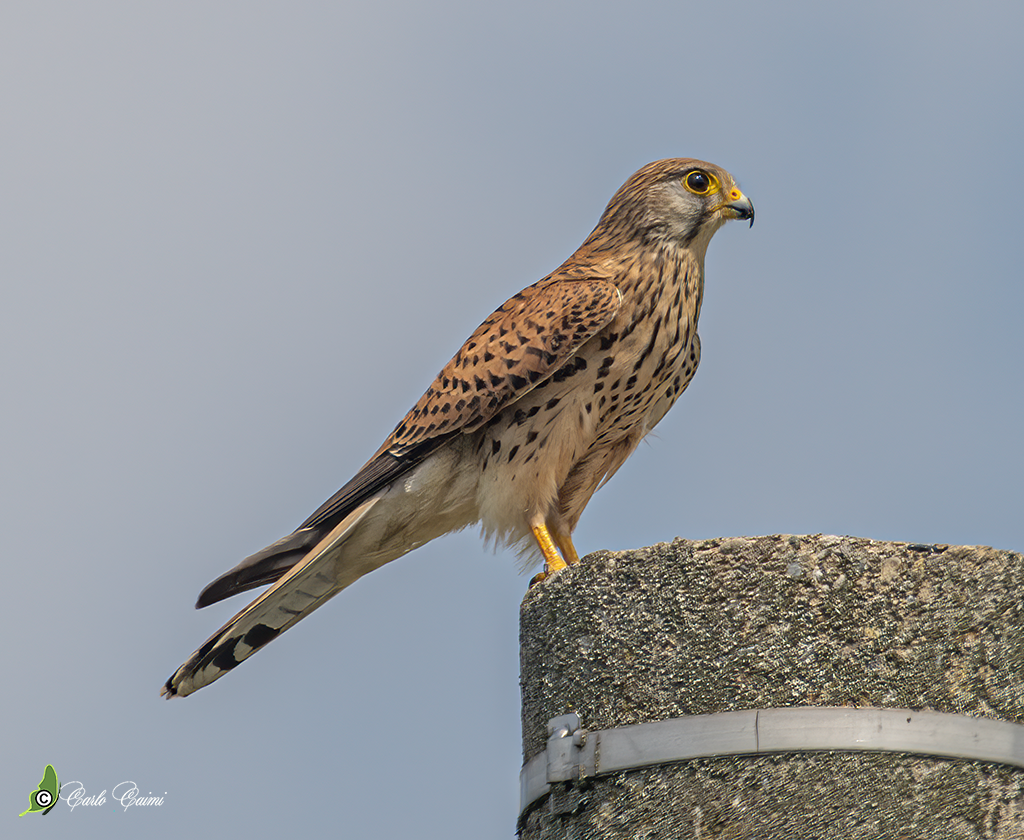
Gheppio (Falco tinnunculus)
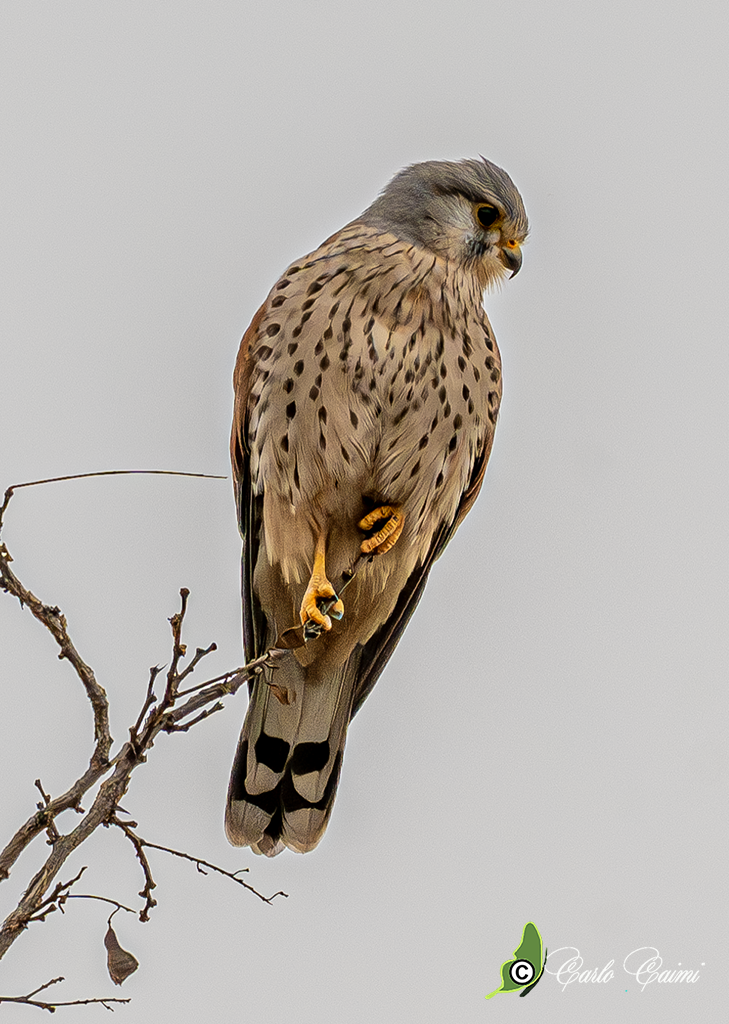
Gheppio (Falco tinnunculus)
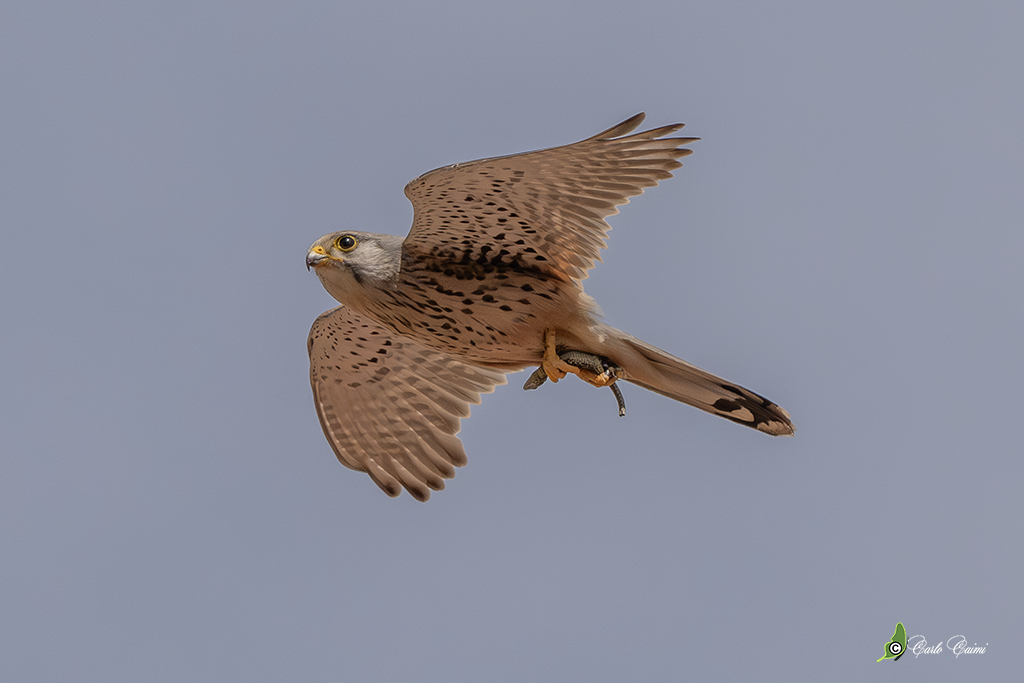
Gheppio (Falco tinnunculus)
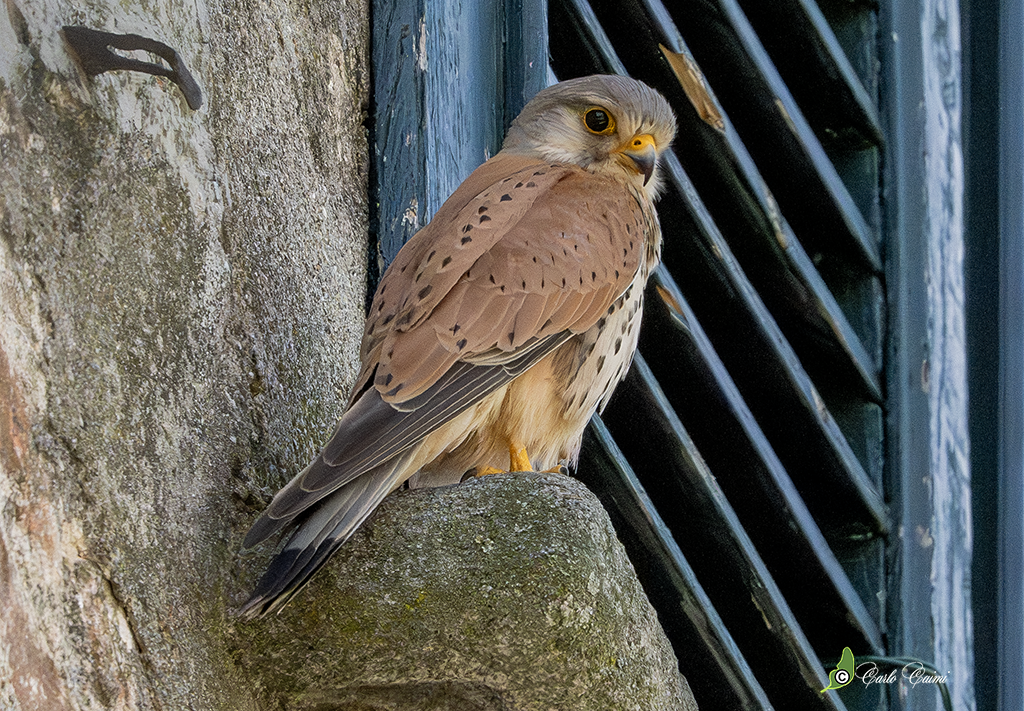
Gheppio (Falco tinnunculus)